# Dacryphilie

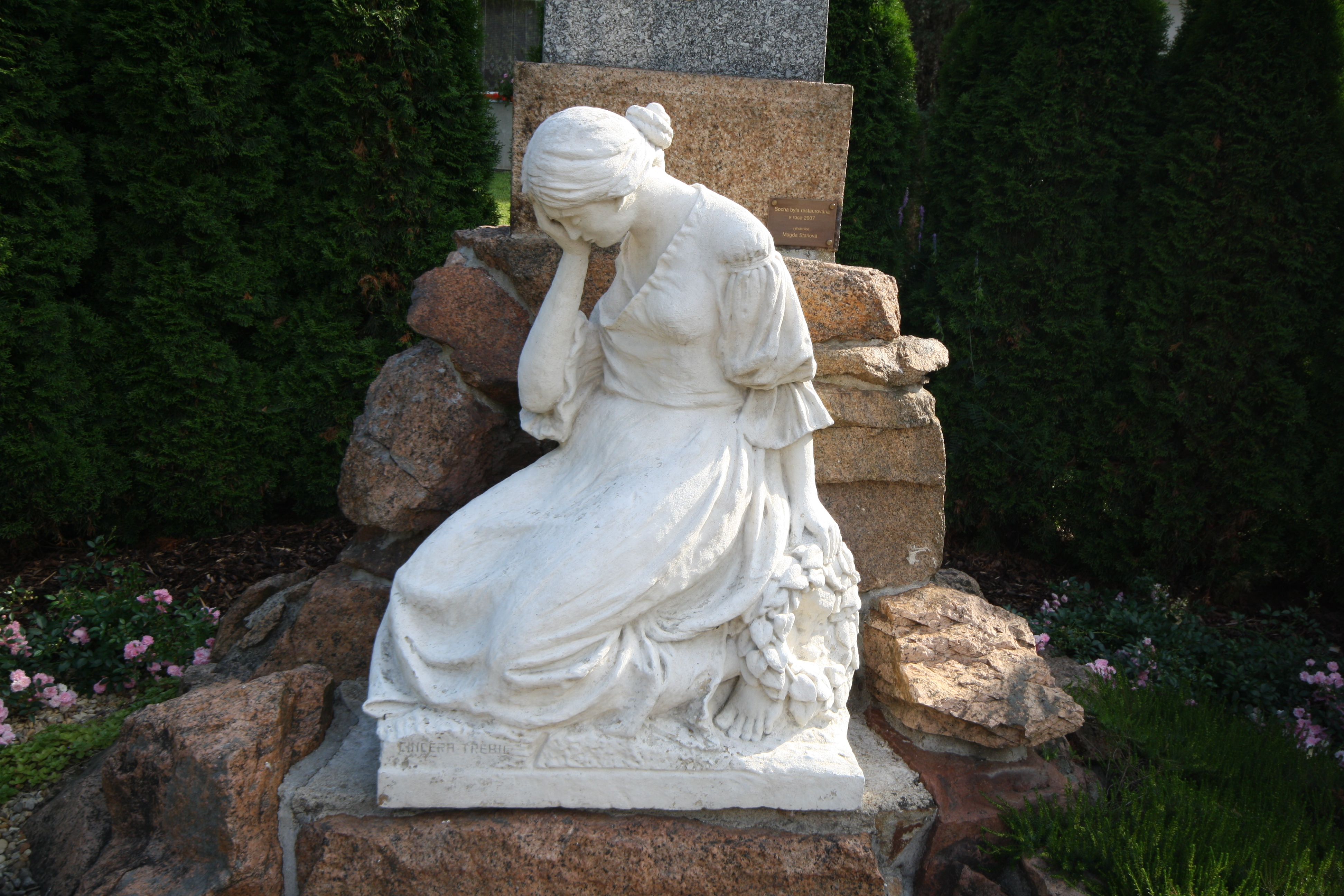
Statue d'une femme pleurant, mémorial des victimes de la Seconde Guerre mondiale à Ocmanice en République Tchèque.

La dacryphilie (aussi connue sous le terme dacrylagnie) est une forme de paraphilie dans laquelle un individu est sexuellement attiré par les larmes ou les pleurs. La dacryphilie est particulièrement associée aux hommes.
Le terme couvre toute forme de plaisir associé aux larmes des autres. Cette attirance est perçue lorsqu'un autre individu est en détresse émotionnelle. Cela tient le thème d'un individu (souvent dominant lors d'une relation sadomasochiste) induisant ou forçant un autre (le soumis) à pleurer, ou à, autrement, montrer une forte émotion.

## BDSM
La dacryphilie est souvent la base de l'humiliation dans le spectre 'souffrance/restriction/servitude/humiliation' du BDSM; par exemple, le dominant abuse verbalement le soumis dans le but d'avoir une réponse larmoyante. D'une manière similaire, un dominant peut physiquement torturer le soumis pour obtenir des larmes lors d'une scène de souffrance. De cette manière, la dacryphilie est une forme de sadisme.

## Autres usages
La dacryphilie est souvent utilisée pour exprimer le plaisir expérimenté à travers les larmes d'un autre, souvent en tant que libération émotionnelle.